# Edna Mayne Hull
Edna Mayne Hull (* 1. Mai 1905 in Brandon, Manitoba, Kanada; † 20. Januar 1975) war eine kanadisch-amerikanische Science-Fiction-Autorin.

## Leben
Hull war die Tochter des Journalisten John Thomas Hull und von Jane, geborene Moss. Nach dem College arbeitete sie drei Jahre als Privatsekretärin für den Bauernführer Henry Wise Wood, Präsident der United Farmers of Alberta. Danach war sie Redakteurin einer Zeitschrift und Zeitungskorrespondentin.
1939 heiratete sie Alfred Elton van Vogt, damals angehender Science-Fiction-Autor – zwei Monate später erschien dessen erste SF-Story in der Zeitschrift Astounding.
Durch ihren Ehemann kam auch Hull zur Science Fiction und schrieb allein und gelegentlich zusammen mit ihrem Mann mehrere Kurzgeschichten und zwei Romane. Die Kurzgeschichten und Romanfolgen erschienen vorwiegend bei Astounding und in Unknown Worlds.
Auf dem Worldcon 1946 (Pacificon I) war sie zusammen mit ihrem Mann Ehrengast.
Sie war – wie auch ihr Ehemann – seit den 1950er Jahren in der vom Science-Fiction-Autor L. Ron Hubbard begründeten Dianetik-Bewegung aktiv und arbeitete von 1950 bis 1975 als Auditor für Scientology.
1975 starb sie im Alter von 69 Jahren an Krebs.
Obwohl A. E. van Vogt auch nach Hulls Tod diese als Autorin der ihr zugeschriebenen Texte dargestellt und dies auch noch weiter ausgeschmückt hat, bestehen begründete Zweifel an Hulls Autorschaft und die Vermutung, dass Van Vogt den Geburtsnamen seiner Frau als Pseudonym verwendet hat beziehungsweise, dass der Herausgeber von Astounding John W. Campbell als Pseudonym für Erzählungen Van Vogts E. M. Hull zu verwenden begann, als verfügbare Texte zeitweise knapp waren und dennoch Autorennamen nur einmal in jeder Ausgabe erscheinen sollten. Aus ähnlichen Gründen hat Campbell selbst Don A. Stuart als Pseudonym verwendet, eine abgewandelte Form von Dona Stewart, dem Geburtsnamen seiner Frau.

## Bibliografie
Romane
- The Winged Man (1944, 1966, mit A. E. van Vogt)
  - Deutsch: Im Reich der Vogelmenschen. Moewig (Terra Taschenbuch #121), 1967.
- Planets for Sale (1954, mit A. E. van Vogt)
  - Deutsch: Sterne der Macht. Pabel (Utopia Grossband #42), 1956.

Sammlungen
- Out of the Unknown (1948, mit A. E. van Vogt, auch als The Sea Thing and Other Stories, 1970)

Kurzgeschichten
- Rebirth: Earth (1942, mit A. E. van Vogt, auch als The Flight That Failed)
  - Deutsch: Geschichtskorrektur. In: A. E. van Vogt: Der große Galaktiker. Pabel (Terra Taschenbuch #223), 1973.
- The Ultimate Wish (1943, auch als Abdication, mit A. E. van Vogt)
- Abdication (1943, mit A. E. van Vogt)
- Variant: The Invisibility Gambit (1971)
  - Deutsch: Das Unsichtbarkeits-Gambit. In: A. E. van Vogt: Der große Galaktiker. Pabel (Terra Taschenbuch #223), 1973.
- Competition (1943)
- The Wishes We Make (1943)
- The Patient (1943)
- The Debt (1943)
- The Contract (1944)
- Enter the Professor (1945)
- Bankruptcy Proceedings (1946)
- The Wellwisher (1969)